# Cratere Spry
Spry  è un cratere sulla superficie di Marte.